# La Troisième Voie
La Troisième Voie (pl. Trzecia droga) – francuska partia tercerystyczna założona w 1985 roku. Obecnie partia skupia w większości małe grupy neofaszystów a na arenie politycznej La Troisième Voie współpracuje z partiami nacjonalistycznymi oraz innymi partiami o poglądach tzw. Trzeciej Drogi.
Obecna partia jest rządzona przez lidera, którym jest Jean-Gilles Malliarakis. La Troisième Voie wyznaje poglądy antykomunistyczne, antykapitalistyczne oraz antysyjonistyczne. Symbolem partii jest trójząb. Partia współpracowała do 1991 roku z ugrupowaniem Groupe Union Défense ale konflikt w koalicji Frontu Narodowego (FN) doprowadził opuszczenia partii Malliarakisa z FN co doprowadziło do głębszego podziału na francuskiej scenie nacjonalistycznej. Christian Bouchet, wyraźnie niezadowolony z sytuacji w partii, założył w sierpniu 1991 roku partię Nouvelle Résistance, która skupia członków o poglądach narodowego bolszewizmu. Mimo że partia przetrwała pod kierownictwem Malliarakisa, większość członków odeszła z partii, co w konsekwencji doprowadziło do jej rozwiązania. Obecnie La Troisième Voie istnieje jako marginalna frakcja polityczna, całkowicie nie licząca się nawet na scenie francuskiego ruchu tercerystycznego.